# Ciretea, Mureș
Ciretea este un sat în comuna Zau de Câmpie din județul Mureș, Transilvania, România. Se află în partea de vest a județului,  în Câmpia Transilvaniei.